# Þórhildur Þorleifsdóttir
Þórhildur Þorleifsdóttir (née le 25 mars 1945) est une réalisatrice de théâtre, d'opéra, de cinéma et de télévision, actrice, danseuse, chorégraphe et femme politique islandaise.

## Vie personnelle
Þórhildur est né à Ísafjörður. Elle est mariée à l'acteur islandais Arnar Jónsson. Leur fille est l'actrice islandaise Sólveig Arnarsdóttir,. Þórhildur est la sœur aînée de l'acteur Eggert Þorleifsson.

## Carrière artistique
Þórhildur est une figure marquante de la scène théâtrale islandaise. Elle a été directrice artistique du Théâtre de la ville de Reykjavik de 1996 à 2000. En tant que réalisatrice, elle s'est illustrée dans le théâtre, l'opéra, ainsi que dans la télévision et le cinéma. Connue pour ses talents de chorégraphe et ses nombreuses productions, elle est une figure centrale de l'art scénique en Islande.

## Engagement politique
Elle a également eu une carrière politique importante en Islande. Þórhildur a été députée à l'Althing, le parlement islandais, membre de Alþingi de 1987 à 1991, représentant la Liste des femmes. Ce parti, créé pour promouvoir les droits des femmes et l'égalité des sexes, a été influent dans les débats politiques sur l'égalité en Islande durant cette période. Elle a notamment contribué à la promotion des droits des femmes et de la démocratie participative.

## Contribution à la Constitution islandaise
L'un des aspects marquants de sa carrière est son implication dans le processus de rédaction d'une nouvelle constitution islandaise à la suite de la crise financière de 2008. Elle a pris part au Conseil constitutionnel en tant qu'activiste et féministe, elle a été un acteur clé dans la promotion d'une approche consensuelle, fondée sur des discussions ouvertes et l'inclusion des voix de tous les participants. Cette méthode de consensus, inspirée des principes de participation citoyenne active et des mouvements féministes, visait à créer un environnement où les décisions étaient prises collectivement, en évitant les rapports de force habituels en politique.